# Bárðarbunga
Die Bárðarbunga (Bardarbunga, [ˈb̥aurðarˌb̥uŋg̥a] ) ist ein subglazialer Zentralvulkan mit Caldera unter dem Gletscher Vatnajökull in Island. Sie erreicht eine Höhe von 2010 m, womit sie der zweithöchste Berg Islands ist. Mit den angeschlossenen Spaltensystemen bildet sie auch das gleichnamige Vulkansystem. Die bisher letzte Eruption des Vulkans dauerte von August 2014 bis Februar 2015.

## Lage
Die Bárðarbunga liegt am Nordwestrand des Vatnajökull zwischen dem Grímsvötn und dem Tungnafellsjökull. Einige Gletscherzungen reichen bis auf 1300 m hinunter in Richtung Vonarskarð. Der Bedeutendste ist der Köldukvísljökull.

## Name
Der Naturwissenschaftler Sveinn Pálsson spricht in seinen Schriften von 1794 vom Berg Jökulfell, wenn er die Bárðarbunga meint.
Später wurde der Vulkan nach dem Siedlerpionier der Wikingerzeit Bárður Heyangur-Bjarnarson benannt, der sich zur Landnahmezeit zunächst im ebenfalls nach ihm benannten Bárðardalur nördlich der Sprengisandur niedergelassen hatte, dann aber über die nach ihm benannte Bárðargata (vermutlich über den Pass Vonarskarð) nach Süden ins Fljótshverfi umgezogen war.
Das isländische Wort bunga bedeutet zu deutsch Wölbung.

## Vulkanismus
Die Bárðarbunga war lange kaum bekannt, weil der Vulkan so weit von den besiedelten Gegenden entfernt liegt und außerdem wegen seiner Position unter dem großen Gletscherschild relativ selten sichtbare Eruptionen produziert.
Geologische Untersuchungen ergaben jedoch, dass sich unter dem Eis mit einer Fläche von 80 km² eine der größten Calderen des Landes verbirgt. Sie misst 10 km im Durchmesser und ist 700 m tief. Am 31. Januar 1973 wurde sie erstmals auf Satellitenbildern entdeckt.

## Vulkansystem Bárðarbunga
Mit den angeschlossenen Spaltensystemen bildet die Bárðarbunga auch das gleichnamige ca. 150 km lange Vulkansystem. Nach Nordosten reicht es 50 km weit bis auf die Höhe der Askja, im Südwesten reicht es 100 km weit an die Grenze des Torfajökull-Systems.
Zum Vulkansystem gehören noch folgende Einheiten:
- Loki-Fögrufjöll oder Hamarinn als zweiter Zentralvulkan des Systems
- Schildvulkan Trölladyngja
- Spaltensystem Veiðivötn
- Kraterreihe Vatnaöldur
- Maar Ljótipollur
- Lavafeld Þjórsárhraun, Islands umfangreichster Lavastrom
- Lavafeld Holuhraun, Schauplatz des Ausbruchs von 2014

- und viele weitere Kraterreihen, Spaltenvulkane und Lavafelder.

Es gelang inzwischen, zahlreiche Tephralagen, die man zunächst anderen Vulkanen zuschrieb, der Bárðarbunga zuzuordnen.

## Eruptionsgeschichte
Im Durchschnitt ist der Vulkan im Holozän in Abständen von etwa 250 bis 600 Jahren ausgebrochen. Zahlreiche vorgeschichtliche Eruptionen (d. h. vor dem 9. Jahrhundert) fanden im südwestlichen Teil des Vulkansystems statt.
Vor ca. 8500 Jahren kam es im Gebiet des Veiðivötn-Spaltensystems zur mächtigsten effusiven Eruption einer Serie von acht Ereignissen, mit einem Volumen von etwa 21 bis 30 km³ Lava. Das dadurch entstandene Lavafeld Þjórsárhraun bedeckt eine Fläche von 950 km² bei einer Gesamtlänge von 130 Kilometern und ist damit das größte Lavafeld Islands.

### Vatnaöldur und Veiðivötn
Zwei Ausbrüche nach der Besiedelung Islands sind bekannt: die Vatnaöldur-Eruption im Jahre 870 n. Chr. und die Veiðivötn-Eruption im Jahre 1480. Beide Ausbrüche waren verhältnismäßig groß; sie produzierten Kraterreihen in dem Teil des Isländischen Hochlands, der sich nordöstlich der Hekla befindet.

### Torfajökull und Veiðivötn
Im 15. Jahrhundert löste der gewaltige explosive Ausbruch an den Veiðivötn vermutlich einen weiteren im benachbarten Torfajökull-System aus. Etwas Ähnliches hatte sich im Jahre 870 ereignet, und weil bei den Vatnaöldur dunkler Basalt und im Torfajökull heller Rhyolith ausgestoßen wurde, spricht man hier von der leicht erkennbaren, weil zweifarbigen, Landnahmeaschenlage, die in Island eine wichtige Rolle in der Tephrochronologie spielt. Etwa um dieselbe Zeit wird nämlich der Beginn der Besiedelung von Island angesetzt.

### Dyngjuháls
Kleinere Eruptionen finden häufiger im Nordosten der Bárðarbunga auf dem eisfreien Dyngjuháls statt, die letzte davon von 1862 bis 1864.

### Subglaziale Eruptionen
Studien von Gletschereis und Aschenlagen haben gezeigt, dass zahlreiche Eruptionen auch im und unter dem Gletscher selbst stattfanden, vermutlich im Nordosten der Caldera oder in ihr selbst. Diese Ausbrüche scheinen einem Zyklus zu folgen, einige fanden zwischen 1701 und 1740 statt und andere nach 1780. Eine weitere Eruption konnte nach 1864 festgestellt werden. Die letzte eindeutig nachgewiesene Eruption fand 1910 am Loki-Fögrufjöll statt (subglazial, explosiv). Man vermutet seitdem etliche weitere unentdeckte Ausbrüche, jedoch konnte bisher keiner von ihnen nachgewiesen werden, da sie unter dem Eispanzer des Gletschers stattgefunden haben müssen.

### Bárðarbunga und Gjálp
Der Ausbruch im Gjálp 1996 kann nach neuesten Erkenntnissen durch ein vorausgehendes Erdbeben in der Bárðarbunga ausgelöst worden sein. Die Eruption im Gjálp löste zudem am 6. November eine kleine Eruption im benachbarten Vulkan Bárðarbunga aus, die nur kurz anhielt, aber eine 4000 m hohe Eruptionssäule produzierte.

### Holuhraun
Nach dem Auftreten massiver Schwarmbeben seit 16. August 2014 begann in der Nacht vom 28. auf den 29. August eine anhaltende effusive Spalteneruption im nordöstlich des Gletschers liegenden Lavafeld Holuhraun, die bis zum 28. Februar 2015 andauerte.

## Potenzielle Gefahren
Nachgewiesene zyklisch auftretende Erdbebenserien ebenso wie nahezu täglich auftretende kleinere Erdbeben am Vulkan verweisen auf die immer bestehende Möglichkeit weiterer Ausbrüche. Der Vulkan ist berüchtigt für die Gletscherläufe, die bei einem Ausbruch in alle Richtungen ins Tiefland strömen. Auch Lavaströme und Tephrafall würden Gefahren darstellen, sollte es zu einer großen Eruption kommen.
In Abständen von rund 500 bis 800 Jahren gibt es immer wieder große Spaltenausbrüche im Südwesten der Bárðarbunga. Dies könnte die zahlreichen dort befindlichen Wasserkraftwerke beeinträchtigen und schädigen. Auch würde die Asche negative Auswirkungen auf den Flugverkehr und die klimatischen Verhältnisse in der Nordpolregion haben. Der Ausbruch im August 2014 bereitete vor allem aufgrund des erhöhten Ausstroms von Schwefeldioxid Befürchtungen um gesundheitliche, umweltliche und klimatische Auswirkungen.

## Flugzeugabsturz 1950
Am 14. September 1950 stürzte das Frachtflugzeug Geysir der Fluggesellschaft Loftleiðir vom Typ Douglas C-54B bei der Rückkehr nach Reykjavík von seinem ersten Flug nach Luxemburg an der Bárðarbunga auf gut 1800 Meter Höhe ab. Wegen schlechten Wetters auf dem Gletscher und beschädigter Funkausrüstung war die sechsköpfige Besatzung mehrere Tage ohne Kontakt zur Außenwelt. Bei der Rettungsaktion landete eine mit Skiern ausgerüstete Douglas C-47 der USAF auf dem Gletscher, konnte aber nicht wieder starten und musste zunächst aufgegeben werden. Nach sechs Tagen wurden alle Besatzungsmitglieder beider Flugzeuge lebend, wenn auch teilweise verletzt, durch eine Skipatrouille aus Akureyri gerettet. Die C-47 wurde von Loftleiðir gekauft, im April 1951 geborgen und wieder flottgemacht.

### Wissenschaftliche Abhandlungen
- Bárðarbunga im Global Volcanism Program der Smithsonian Institution (englisch)
- Geol. Beschreibung der Vulkansysteme Grímsvötn und Bárðarbunga. Vulkanolog. Inst., Univ. Island (englisch).
- Zu den Eruptionen im Bárðarbunga-System im Herbst und Winter 2014–2015. Vulkanolog. Inst., Univ. Island (englisch).
- H.Björnsson, P. Einarsson: Volcanoes beneath Vatnajökull, Iceland: Evidence from Radio Echo-Sounding, Earthquakes and Jökulhlaups. In: Jökull, 1991, 40; Abstract. raunvis.hi.is/~oliverh
- A portrait of the Bárdarbunga volcano, Iceland, earthquake and insights into the kinematics of the caldera drop. Australian National Univ., Abstract (englisch).
- Satellitenbeobachtungen von Vulkanen unter dem Vatnajökull (PDF; 9,9 MB) Diss., uni-muenchen.de (englisch)
- Magnús T. Guðmundsson u. a.: Volcanic hazards in Iceland. In: Jökull, 2008, 58; earthice.hi.is (PDF; 3,7 MB).
- Haraldur Sigurðsson: Kommentar des Vulkanologen zu Bárðarbunga- und Vatnaöldur-Eruptionen. vulkan.blog.is (isländisch).
- Hrvoje Tkalčić et al.: The Puzzle of the 1996 Bárdarbunga, Iceland, Earthquake: No Volumetric Component in the Source Mechanism. In: Bulletin of the Seismological Society of America, October 2009, Vol. 99, No. 5, S. 3077–3085; doi:10.1785/0120080361, rses.anu.edu.au/~hrvoje (PDF; 0,7 MB).

### Sport an der Bárðarbunga
- Skitouren auf die Bárðarbunga. Priv. website (englisch).